# Geschützter Landschaftsbestandteil Siepen bei Lichtenböcken

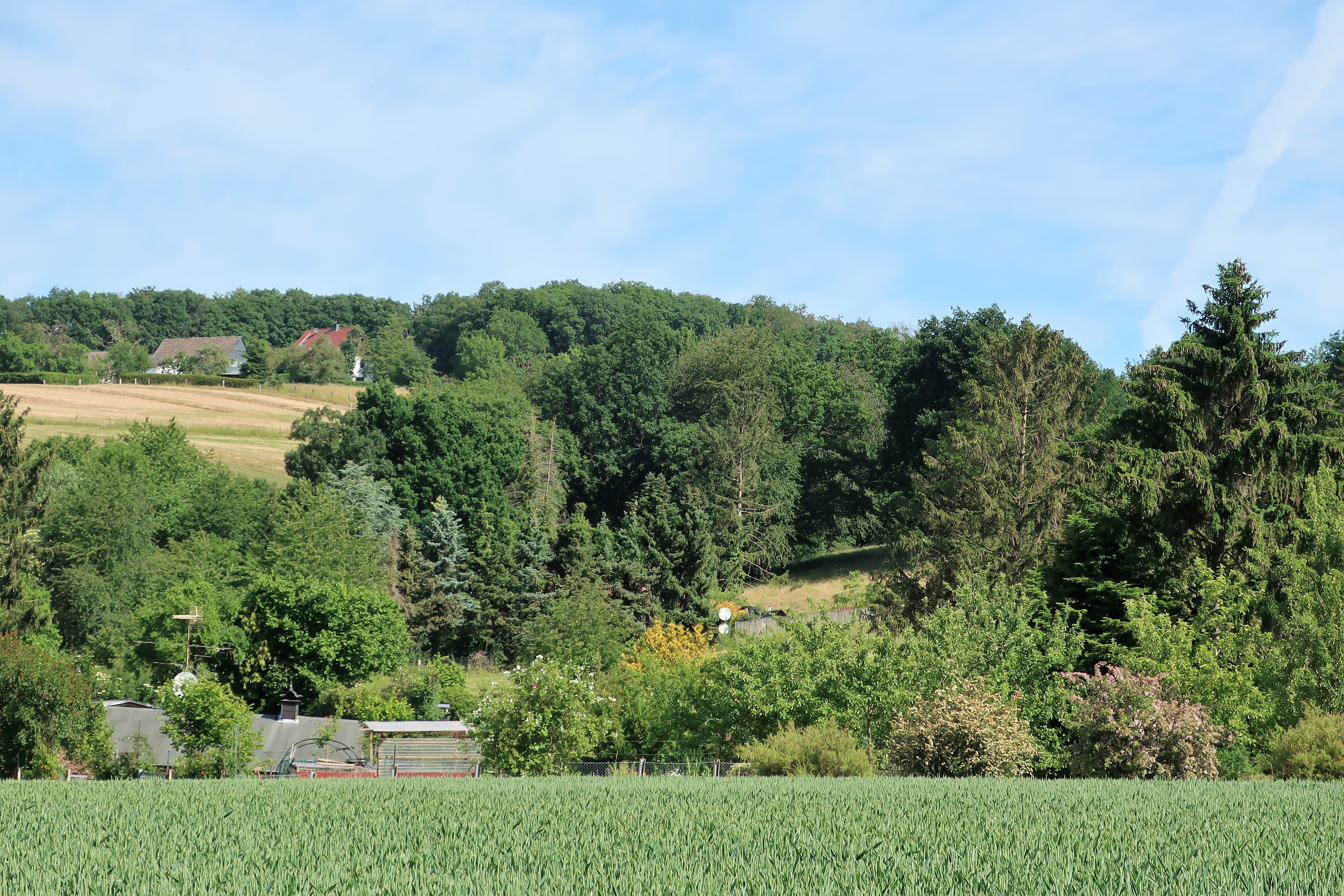
Geschützter Landschaftsbestandteil Siepen bei Lichtenböcken

Der Geschützte Landschaftsbestandteil Siepen bei Lichtenböcken mit einer Flächengröße von 0,53 ha liegt auf dem Gebiet der kreisfreien Stadt Hagen in Nordrhein-Westfalen. Der LB wurde 1994 mit dem Landschaftsplan der Stadt Hagen vom Stadtrat von Hagen ausgewiesen.

## Beschreibung
Beschreibung im Landschaftsplan: „Es handelt sich um einen tief eingeschnittenen Siepen mit einem älteren, artenreichen Gehölzbestand und mit einer Quellvegetation im Bereich des schmalen Bachlaufes. An lichten Stellen hat sich eine Krautschicht entwickelt. In der nordwestlichen Böschung befindet sich eine verschüttete Höhle.“

## Schutzzweck
Laut Landschaftsplan erfolgte die Ausweisung „zur Sicherung der Leistungsfähigkeit des Naturhaushaltes durch Erhalt von Nist-, Brut-, Nahrungs- und Rückzugsräumen, insbesondere für Vögel und Kleinsäuger in intensiv landwirtschaftlich genutzten Bereichen, sowie der charakteristischen Tier- und Pflanzenarten der Quellbereiche.“